# Andreas Håtveit
Andreas Håtveit (* 9. Juli 1986 in Hallingdal) ist ein norwegischer Freestyle-Skier. 

## Werdegang
Seinen ersten großen internationalen Erfolg feierte Håtveit bei den Freestyle-Skiing-Weltmeisterschaften 2005 in Ruka. Als Vierter verpasste er in der Halfpipe eine Medaille nur knapp. In der Folge wechselte er in die Disziplin Slopestyle. 2008 gewann er in dieser Disziplin die X-Games. Bei den Winter-X-Games 2010 gewann er Silber.
Im Februar 2013 gab er sein Debüt im Freestyle-Skiing-Weltcup. In Silvaplana erreichte er nach Rang sechs in der Qualifikation am Ende Rang 21 und damit erste Weltcup-Punkte. Da es in der Saison nur sein einziger Weltcup war, beendete er die Saison 2012/13 am Ende auf Rang 240 der Gesamtweltcup-Wertung und Rang 64 der Slopestyle-Weltcup-Wertung.
Im März startete Håtveit bei den Freestyle-Skiing-Weltmeisterschaften 2013 in Voss und gehörte nach dem dritten Platz der Qualifikation zu den Medaillenfavoriten im Slopestyle. Jedoch konnte er diese Leistung im Wettbewerb nicht wiederholen können und wurde am Ende nur Vierter. 
Zu Beginn der Saison 2013/14 gewann Håtveit in Copper Mountain seinen ersten Weltcup. Beim bei den Olympischen Winterspielen 2014 in Sotschi erstmals ausgetragenen Slopestyle-Wettbewerb verpasste er als Vierter erneut eine Medaille.